# José Tápies Sirvant
Blahoslavený José Tápies Sirvant (15. března 1869, Ponts – 13. srpna 1936, Salàs de Pallars) byl španělský římskokatolický duchovní, který se stal obětí protikatolického pronásledování za španělské občanské války. Katolickou církví je uctíván jako blahoslavený mučedník.

## Život
Narodil se ve zbožné rodině a v roce 1892 byl vysvěcen na kněze. Kněžskou službu vykonával jako kaplan (a zároveň varhaník) v La Pobla de Segur v comarce Pallars Jussà. Během španělské občanské války byl 13. srpna 1936 zavražděn z nenávisti k víře (lat. odium fidei).

## Beatifikace
Beatifikován byl papežem Benediktem XVI. dne 29. října 2005.